# GFI Group
GFI Group Inc. (GFI) bietet institutionellen Kunden Brokerdienstleistungen, Transaktionsabwicklungen, Marktdaten und Softwarelösungen für eine Auswahl an Produkten im Wertpapier-, Devisen-, Aktien- sowie Energie- und Rohstoffmarkt an. 
GFI hat ihren Hauptsitz in New York, USA, und Niederlassungen in London, Paris, Tokio, Hong Kong, Singapur sowie in 15 weiteren, kleineren Finanzzentren wie z. B. Dublin, Nyon und Tel Aviv.
Seit dem 12. Januar 2016 ist das Unternehmen Teil der BGC Partners.